# Пліхів

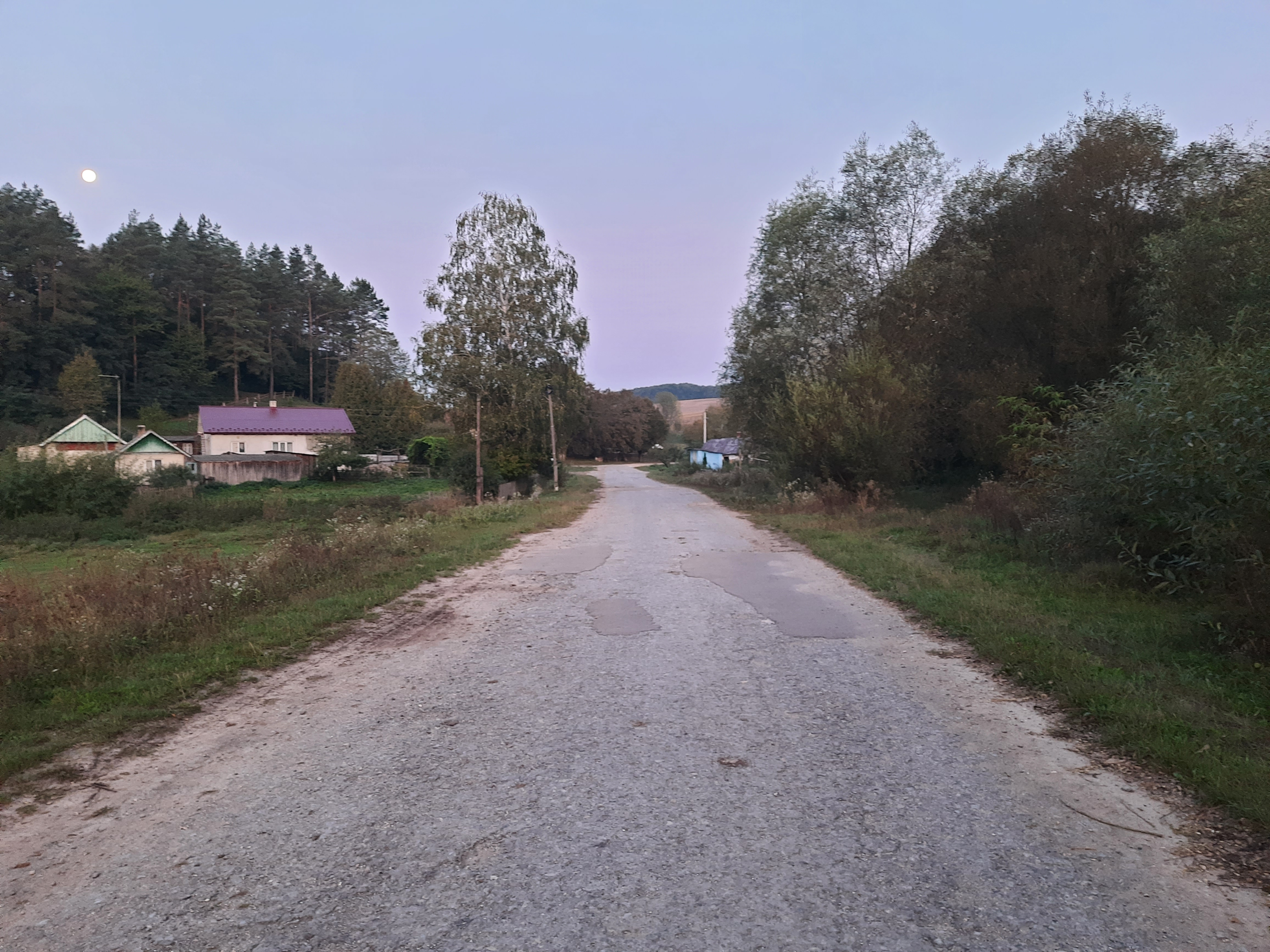
В'їзд у село

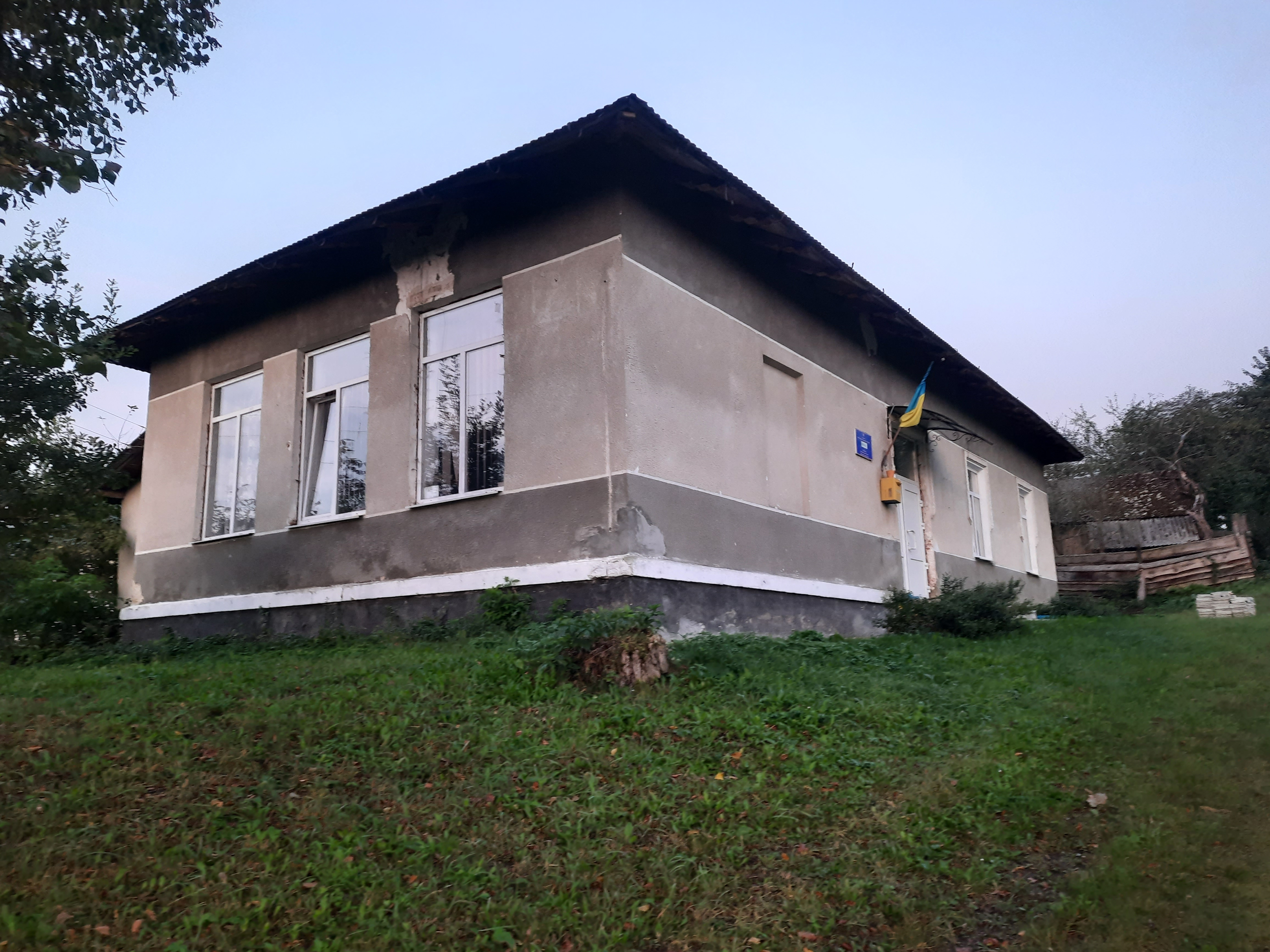
Клуб

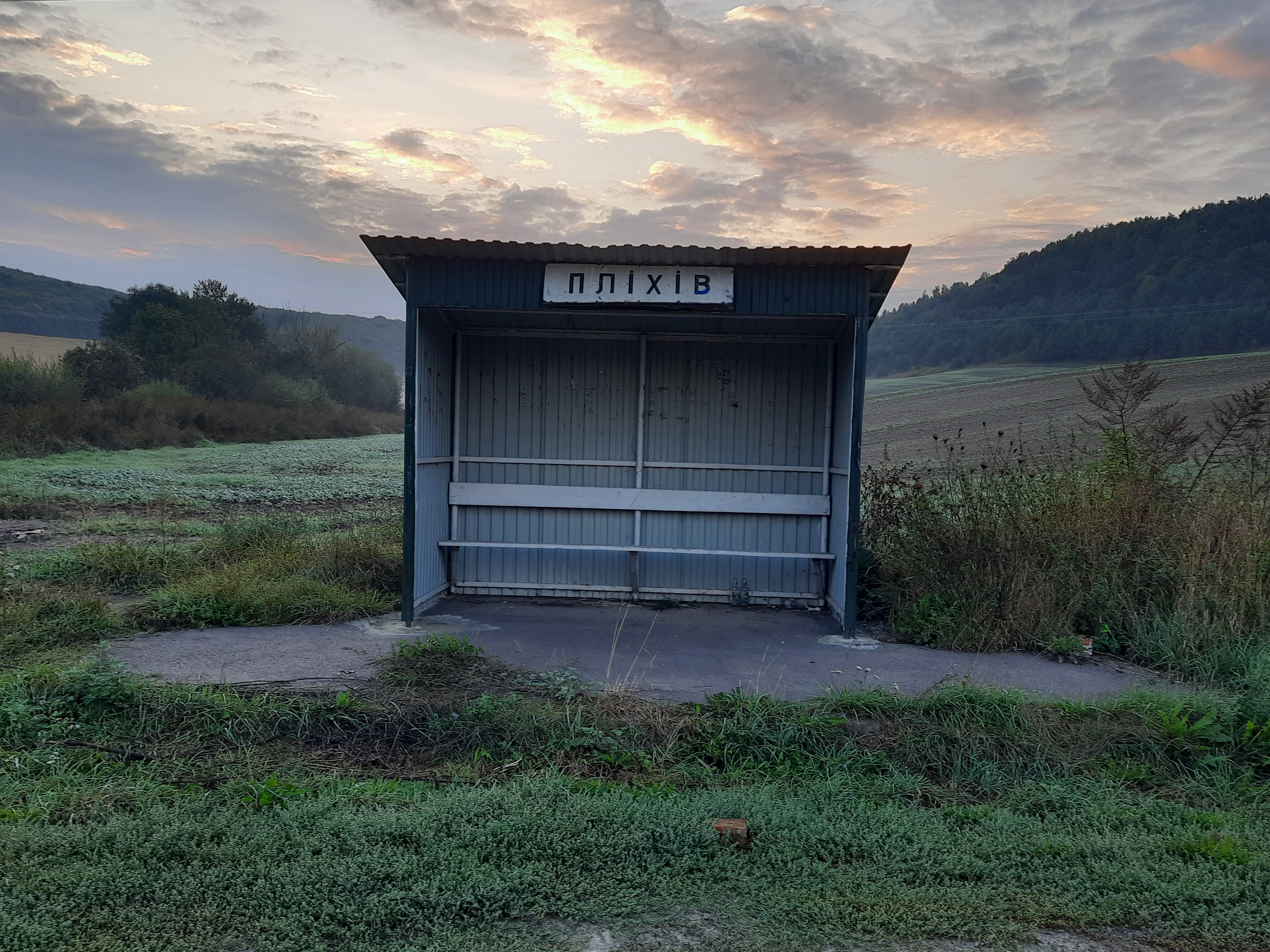
Автобусна зупинка біля села

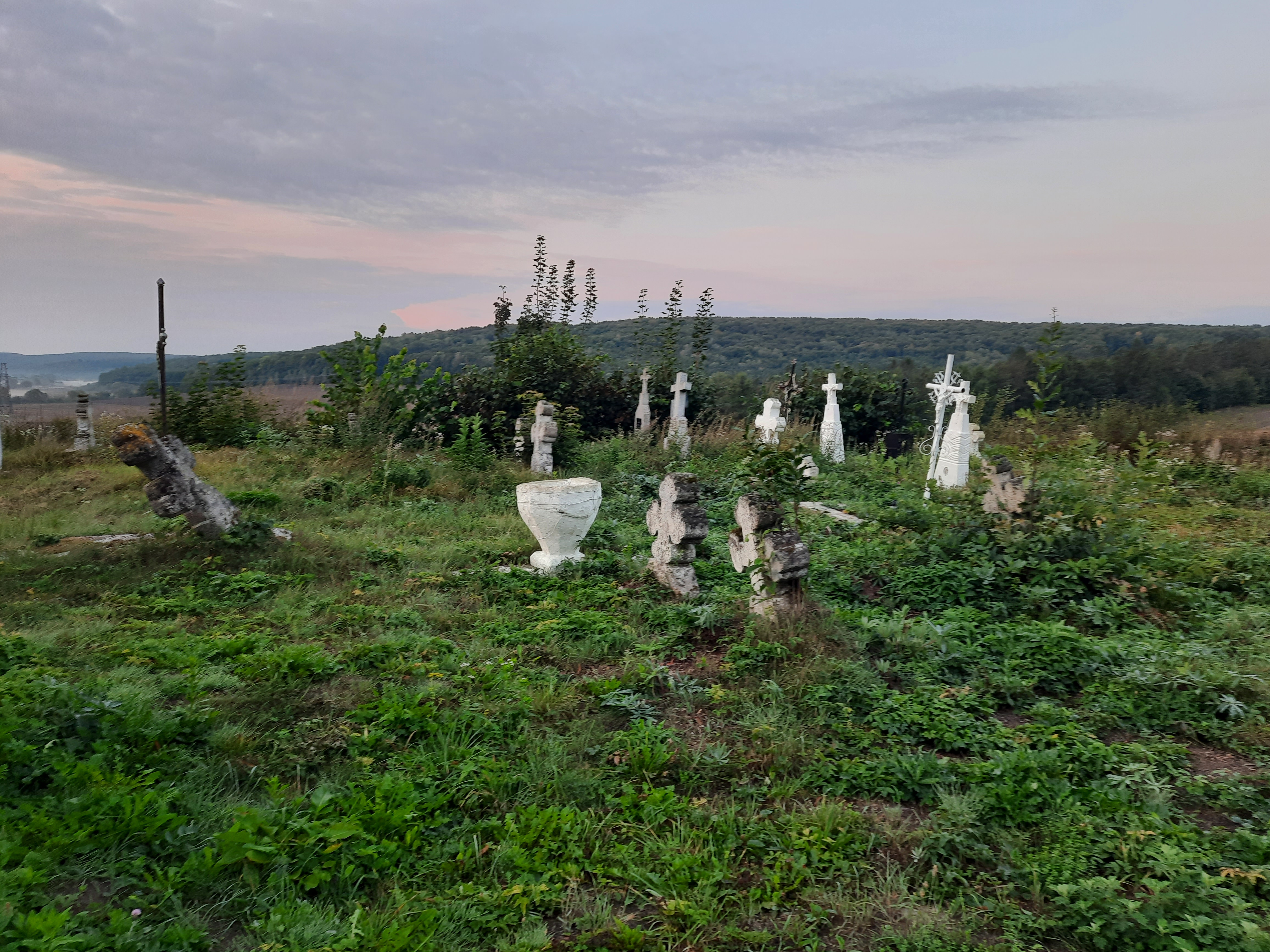
Старий цвинтар

Плі́хів — село в Україні, у Бережанській міській громаді Тернопільського району Тернопільської області. Розташоване на річці Золота Липа, на півночі району. До 2020 підпорядковане Урманській сільській раді.
Населення — 124 особи (2007). Дворів — 40.

## Географія
У селі є 1 вулиця Зарічна.

### Клімат
Для села характерний помірно континентальний клімат. Пліхів розташований у «холодному Поділлі» — найхолоднішому регіоні Тернопільської області.
| Клімат Пліхова            | Клімат Пліхова | Клімат Пліхова | Клімат Пліхова | Клімат Пліхова | Клімат Пліхова | Клімат Пліхова | Клімат Пліхова | Клімат Пліхова | Клімат Пліхова | Клімат Пліхова | Клімат Пліхова | Клімат Пліхова | Клімат Пліхова |
| Показник                  | Січ.           | Лют.           | Бер.           | Квіт.          | Трав.          | Черв.          | Лип.           | Серп.          | Вер.           | Жовт.          | Лист.          | Груд.          | Рік            |
| Середній максимум, °C     | −1,4           | 0,0            | 4,8            | 12,8           | 18,9           | 22,2           | 23,4           | 22,9           | 18,5           | 12,7           | 5,6            | 0,6            | 11             |
| Середня температура, °C   | −4,3           | −2,9           | 1,2            | 8,0            | 13,6           | 16,9           | 18,1           | 17,5           | 13,5           | 8,2            | 2,7            | −1,9           | 7              |
| Середній мінімум, °C      | −7,2           | −5,8           | −2,3           | 3,3            | 8,3            | 11,6           | 12,9           | 12,1           | 8,5            | 3,8            | −0,1           | −4,3           | 3              |
| Норма опадів, мм          | 32             | 31             | 33             | 48             | 75             | 89             | 94             | 70             | 56             | 39             | 37             | 40             | 644            |
| ------------------------- | -------------- | -------------- | -------------- | -------------- | -------------- | -------------- | -------------- | -------------- | -------------- | -------------- | -------------- | -------------- | -------------- |
| Джерело: climate-data.org |                |                |                |                |                |                |                |                |                |                |                |                |                |

## Історія
Справжню дату виникнення села, як і походження його назви ще слід установити допитливим краєзнавцям. Цікаву версію подає бережанець — поет і краєзнавець Михайло Підлужний щодо села: «В основі назви с. Пліхів лежить дієслово „плішити“, тобто глушити рибу ударом палиці по льоду».
З огляду на «сезонність» такої роботи поданий варіант можна заперечити. Кращим ґрунтом походження назви села може послужити «пліш» — залисина в лісистому масиві, чисте місце, на якому могли замешкати перші пліхівці. Можливо, це було б імовірніше: східний схил пагорба з пологим спадом до річки Золота Липа міг бути повністю або частково «лисим» на початку його освоєння людьми, або ж виявився таким внаслідок діяльності громади. Врешті можуть виникнути й інші припущення щодо цього села.
Михайло Кердей з Хотіня і Войнилова, син львівського хорунжого Сигізмунда Кердея, після поділу в 1447 році спадка батька взяв Пліхів.
Староста Сигізмунд Кердей у 1492 році взяв у заставу Пліхів та Годів у Миколи Кердея.
Відоме, за іншими даними, від 17 століття.
1626 року внаслідок нападу татар село було зруйноване на 48 %.
Старожили села ще добре пам'ятають два прізвища, тісно пов'язані з існуванням села. Це Вишньовський — пан, який можливо, саме й заклав тут фільварок, і єврей Гельбер Ліско — орендар чи й власник фільварку після Першої світової війни. Розташування тут фільварку засвідчує, що землі навколо Пліхова були далеко не бідними. І трудовий Пліхів служив тут. В селі була незначна кількість місцевого польського населення (спольщеного). До речі, сусіднє невелике село Волиця майже без винятку заселяли саме такі поляки, і тому в Пліхові вибудовано, очевидно, за державний кошт, мурований костел, у той час як церква залишалася дерев'яною.
Одним із перших будителів самосвідомості пліхівчан виявилися монахи з монастиря отців Василіян у Краснопущі, які в кінці ХІХ і на початку ХХ століття організували читальню в хаті Андрія Мороза. Національний дух ширився досить активно: в селі виник осередок «Січі», кошовим став Михайло Дутка, діяло товариство «Просвіта», кооператив. Молодь проводила фестини, влаштовувала концерти, вистави, серед яких були популярні «Чорноморці», «Які хорі, такі дохтори», «Наталка Полтавка», «Украдене щастя». Актив гуртка художньої самодіяльності становили Методій Муціківський, Антін Мороз, Магдалина Худик, Текля Зборовська, Ганна Дупай, Трохим Худик, Текля Дутка та інші.
Перший грім чужинецької злоби прокотився понад Пліховом на початку 30-х років, коли шовінізм став урядовою політикою Польщі. На «втихомирення» селян і викорінення національного руху в село в'їхав загін пацифікаторів. На щастя, першими жителями, що стрінулись їм, було подружжя вчителів-поляків: Павліна та Петро В'єнцики. Їм вдалося переконати наїзників, «що тутай вшистко спокойне»…
Однак спокою вже не було, бо, власне, у 30-х роках посилився тиск на українство, і в наоколишних селах підняли голови шовіністично настроєні молодики, активісти «Стшельца». у Пліхові ними керував Петро Жак, на Волиці — Михайло Кіналь, по-вуличному «Скруцьок», у числі їх «геройських вчинків», між іншим, є напад на пліхівську українську кооперативу, внаслідок чого всі товари були приведені в повну непридатність. Можливо, їх заслуга є і в тому, що з села в кінці літа 1939 року забрано в Березу Картузьку Миколу Кучера (Романів), Пилипа Худика, Софрона Підгірного, які загинули в неволі. Перебули цю тюрму й повернулися Данило Лещук, Іван Кучер, Микола Дудар.
Відтоді в історії Пліхова періодично повторюються чорні дні. Червоні «визвлителі» вже восени 1939 року вивезли в невідомість останнього управителя фільварку пана Грабовського, який під час революції в Російській імперії еміґрував на захід і залишився тут. Відчувши, що цей раз опинився в «мішку», швидко розпродав приналежне поле за безцінь, взявся власноруч обробляти частку землі, але це його не врятувало: упвноважений від совєтської влади Сараєв був невмолимий. За уравляючим вивезли з Пліхова побережників Шмиґельських — батька і сина, згодом взялися і до українців: забрали Олексу Сапожака… Він загинув у тюрмі.
Хоч як старалися представники влади Сараєв, а пізніше Кузьма Дяченко, колгоспу в Пліхові «зав'язати» не вдалося: почалася війна з німцями і незабаром у селі заурядував фольксдойчер Панкрац. Знущання з людей і вивезення на континґент у Нічеччину прийшли на зміну «червоному визволителю». На чужину загорнули Марію Дудар, Стефанію Дутку, Марину Худик, Надію Худик, Марію Зборовську, Ольгу Триньку, Теклю Муціківську, Ганну Триньку, Йосафата Дударя, Івана Стефанишина, Андрія Дударя (Штудерового), Адама Ковальчука, Василя Триньку, Йосафата Дупая та Антона Коваля. Ці два останні погинули концтаборах чи на роботах у «баверів» (фермерів).
З липня 1944-го у Пліхові настає інша влада, що вимагає високих хлібоздач, позик, податків — то «для фронту», то «на відбудову». І знову в першу чергу терпить національно свідомий елемент найбільш хазяйновитий селянин. Одних вивозять як куркулів (Дупай Тарас), який обробляв щось 10 морґів поля, Дупай Василь, який у господарстві мав кірат, ще Дудар Гнат і Проць Михайло — заможніші селяни; інших як «бандпособників». В цьому числі були Текля Кучер з сестрами Стефанією та Емілією та матір'ю Катериною Дуткою і двома своїми дітьми — 2 і 4 роки — Івасем та Марусею. Чоловіка Теклі — Григорія Кучера — долучили до сім'ї пізніше, коли вже їх всіх вивантажили в Іркутській області. Відбули там 8 літ.
Гіркої долі арештів і виселення зазнали й члени сім'ї Зборовських. Як розповіла Галина Михайлівна Жак (Зборовська), її, як активістку українського підпілля, перший раз заарештували в 1945 році. Разом з нею «червона мітла» замела і брата Кароля, Дмитра Дубаса, Івася Мороза, Марію Лещук та Ганну Маланчук. Схопили їх «яструбки» — поляки під командою совєтського офіцера і, познущавшись, повели в Золочівську тюрму. Слідство з побоями вели від Різдва аж до осені. Відтак юнаків відпустили як малолітніх, а дівчат запроторили у воркутські табори, проте через два і пів року влаштували нове слідство, у зв'язку з чим їх перевезли до Львова і випустили на волю. Однак це, мабуть, був лише тактичний хід сталіністів-слідчих: чи виведуть оті «відущені» більше підпільників?
У 1950-му «виправданих» дівчат і хлопців заарештували знову. Нишпорили тоді селами загони облавців під орудою офіцерів НКВД Кравченка, Глущенка та Корсакова, — котрийсь із них у травні заскочив зненацька Галину Жак у її батьківській хаті. Дівчину били так жорстоко, що відливали і напівживу витягали на машину. Тоді ж забрали і Кароля, згодом і їхню сестру Марію, яка тільки-но повернулася з Німеччини після континґенту. Кожній з них визначили покарання — 25 літ таборів, Каролеві — 10. Марія померла в Мордовських таборах, Галина й Кароль пережили заслання.
За час примусової відсутності Галини Жак (Зборовської) і Теклі Кучер (Дутки) у Пліхові «зав'язали» колгосп ім. Василевського, відтак у 1954-му приєднали його до урманського господарства «Україна»; з колишньої панської хати зробили клюб, розтягнули фільварок.
12 червня 2020 року, відповідно до розпорядження Кабінету Міністрів України № 724-р «Про визначення адміністративних центрів та затвердження територій територіальних громад Тернопільської області» увійшло до складу Бережанської міської громади.
19 липня 2020 року, в результаті адміністративно-територіальної реформи та ліквідації Бережанського району, село увійшло до складу Тернопільського району.

## Населення

### Мова
Розподіл населення за рідною мовою за даними перепису 2001 року:
| Мова       | Кількість | Відсоток |
| ---------- | --------- | -------- |
| українська | 125       | 100%     |

## Пам'ятки
- церква Воздвиження Чесного Хреста Господнього (1742, дерев'яна, відновлена),
- капличка (1999),
- костел XX століття, (руїна), В урочищі Клебанія мешканці сіл Пліхова і Краснопущі насипали символічну могилу Борцям за волю України.

Біля села розташована пам'ятка природи місцевого значення — Пліхівський бук лісовий.

## Соціальна сфера
Працюють клуб, бібліотека, ФАП.

## Відомі люди

### Народилися
- художник Михайло Мороз.